# Jeton (Bootsklasse)
Der Jeton ist eine sehr schnelle Rennjolle mit Trapez und Spinnaker für zwei Personen.

## Geschichte
Der Riss des Jeton geht auf das von Uwe Mares für den Wettbewerb um die olympische Einhand-Trapezjolle gezeichnete Boot zurück. Seine 15,5 m² Segelfläche plus 16,5 m² Spinnaker sowie seine flache Schale verleihen ihm optimale Geschwindigkeit auf allen Kursen und eine hervorragende Gleiteigenschaft. Die große Breite (1,82 m) verleiht dem Jeton eine hohe Formstabilität.
Der Jeton wurde 1970 von Uwe Mares und Hubert Raudaschl entworfen und zuerst von der Rosenheimer Werft Klepper gebaut. Nachdem diese Werft 1980 nach einem Brand der Produktionshalle die Fertigung einstellte, wurde der Jeton von der Gruben Werft gebaut.
1986/87 wurde der Jeton von aktiven Seglern modernisiert. Seit 1995 wird auf der Bootswerft Hein (Kölln-Reisiek / Elmshorn / Hamburg) eine weiter optimierte Version mit verbesserter Yardstick-Zahl (105 statt 107) gebaut, nachdem eine aus einem DDR-Betrieb hervorgegangene Werft die Fertigung nach nur zwei Jahren 1994 wieder einstellte.
Seit 2004 ist die Klassenvereinigung „ASJETON“ Inhaber der Baulizenz. Der Jeton wird stetig verbessert und weiterentwickelt. Der neue Regatta-Jeton verfügt über eine Spinnakertrompete, ein verlängertes Vordeck und ein Y-Schott. Er wird im GFK-Sandwich-Verfahren gefertigt, auf Wunsch auch mit Holzdeck. Der Jeton ist als Nationale Klasse im Deutschen Segler-Verband (DSV) anerkannt.

## Rumpf
Der Rumpf besteht aus GFK in Sandwichbauweise mit Halbdoppelboden und Y-Schott. Aufgrund der robusten Bauweise erfreuen sich die alten Rümpfe von Klepper einer einzigartigen Langlebigkeit und eignen sich auch heute noch zum Regattasegeln.